# Kong Lear (sovjetisk film fra 1971)
 For alternative betydninger, se Kong Lear. (Se også artikler, som begynder med Kong Lear)
Kong Lear (russisk: Король Лир) er en sovjetisk spillefilm fra 1971 af Grigorij Kozintsev.

## Medvirkende
- Jüri Järvet
- Elza Radziņa som Goneril
- Galina Voltjek som Regan
- Valentina Sjendrikova som Cordelia
- Oleg Dahl